# گابری پونته
گابریل " گابری " پونته (تلفظ ایتالیایی: [ɡabriˈɛ:le ˈɡa:bri ˈponte] ; متولد ۲۰ آوریل ۱۹۷۳) دی جی، ریمیکسر، تهیه‌کننده موسیقی و شخصیت رادیویی ایتالیایی است که بیشتر به خاطر عضویت در گروه رقص ایتالیایی ایفل ۶۵ شناخته شده‌است.
با به شهرت رسیدن ایفل ۶۵ در اواخر دهه ۱۹۹۰، وضعیت شهرت او تثبیت شد. او بعداً آهنگ موفق ایتالیایی " Geordie " را منتشر کرد (کاوری از آهنگ فابریتسیو دی آندره به همین نام، که توسط خواننده ایتالیایی استفانیا پیووسان خوانده شد) که با فروش بیش از ۲۵۰۰۰ نسخه موفق به کسب گواهینامه طلایی شد. همچنین آهنگ‌های «Time To Rock", "Got to Get» و «La Danza delle Streghe» (به انگلیسی: «رقص جادوگران») و همچنین تعدادی ریمیکس از آهنگ‌های محبوب مانند "Giulia" از جیانی توگنی و " Dragostea Din Tei " از او-زون، از دیگر آثار اوست.
در سال ۲۰۰۵، پونته اعلام کرد که از ایفل ۶۵ جدا خواهد شد تا این حرفه را به‌صورت انفرادی دنبال کند. در سال ۲۰۰۶، او شرکت ضبط موسیقی Dance and Love را تأسیس کرد و هنوز هم آن را مدیریت می‌کند که امروزه یکی از مهم‌ترین لیبل‌های مستقل موسیقی رقص ایتالیایی است. در ژانویه ۲۰۱۲، آهنگ بین‌المللی «تاکاتا» ساخته گروه موسیقی رقص تاکابرو توسط این شرکت منتشر شد.
در سال ۲۰۱۲، پونته تک آهنگ خود را با نام بیت بر درام من با حضور پیت بول و سوفیا دل کارمن منتشر کرد که به رتبه ۱۱ در US Hot Dance Club Songs رسید. در سال ۲۰۱۴، تک آهنگ او "Buonanotte Giorno" به یک موفقیت تابستانی در ایتالیا تبدیل شد و به ۱۰ آهنگ برتر رسید. در همان سال او وارد لیست ۱۰۰ دی جی برتر از مجله دی جی در رتبه ۶۱ شد
در سال ۲۰۲۲، او قرار است در کنار آندرس نیلسن، با آهنگ " Halo " که توسط لومیکس و پیا ماریا اجرا می‌شود، به عنوان ترانه‌سرا و تهیه‌کننده در مسابقه آواز یوروویژن ۲۰۲۲ نماینده اتریش باشد.
او در مسابقه آواز یوروویژن ۲۰۲۵ نماینده سن مارینو بود و به فینال هم صعود کرد.